# پادشاهی مگادا
ماگادا (به سانسکریت: मगध)، نام یک پادشاهی بود در بهار هندوستان و در جنوب رود گنگ. این پادشاهی در آغاز در شهر راجگیر بنیاد نهاده‌شد و به تدریج بر بیشتر بهار و بنگال قلمرو خود را گسترد. در نوشته‌های دو دین جین و بودایی از این پادشاهی یاد شده است. همچنین نام آن در مهاباراتا، رامایانا و پورانه‌ها آمده است.